# والتر نرنست
والتر هِرمان نِرْنْسْت (به آلمانی: Walther Hermann Nernst) (زادهٔ ۲۵ ژوئن ۱۸۶۴ – درگذشتهٔ ۱۸ نوامبر ۱۹۴۱) از شیمی‌دانان آلمانی بود که به تثبیت رشتهٔ نوین شیمی‌فیزیک یاری رساند.
در سال ۱۸۷۷ با درجه بسیار عالی دکترا گرفت. در سال ۱۸۸۹ استاد شیمی‌فیزیک دانشگاه گوتینگن و در سال ۱۹۰۵ استاد شیمی‌فیزیک دانشگاه برلین شد و یک سال بعد کشف مهم خود را اعلام کرد.
یکی از مهم‌ترین کارهای او در شیمی ارائهٔ فرمول مهم الکتروشیمی اوست به صورت:
{\displaystyle E=E0-RT/nf*ln(k)}
که به معادلهٔ نِرْنْسْت مشهور است.
وی همچنین جایزهٔ نوبل سال ۱۹۲۰ را به‌خاطر کارهایش در شیمی گرمایی (ترموشیمی) دریافت کرد.
از این کشف به‌عنوان قانون سوم ترمودینامیک یاد می‌شود؛ که چکیدهٔ آن این است که رسیدن به صفر مطلق ناممکن است.